# Legio II Traiana Fortis
La Legio II Traiana Fortis («forte legione di Traiano») fu una legione romana arruolata dall'imperatore Traiano nel 105, insieme alla XXX Ulpia Victrix, per le sue campagne militari in Dacia. Esistono documenti che testimoniano la presenza della II Traiana Fortis in Egitto verso la metà del V secolo. Il simbolo della legione era il semidio Ercole.
Nel 115, la II Traiana Fortis fu inclusa nel grande esercito impiegato da Traiano nella campagna contro i Parti. Nel 117, la legione fu dislocata in Giudea, per assicurare la pace dopo la ribellione che si era appena conclusa. Nel 125 la legione venne mandata per la prima volta in Aegyptus, dove condivise l'accampamento, a Nicopoli (presso Alessandria d'Egitto), con la XXII Deiotariana. Tra il 132 ed il 136 la legione dovette soffocare un'altra ribellione in Giudea. 
La storia della II Traiana Fortis dà un chiaro esempio del ruolo politico delle legioni. Nel 194, Pescennio Nigro, governatore della provincia di Siria, si ribellò con il supporto, fra le altre, della II Traiana Fortis. Il suo rivale era Settimio Severo, che sarebbe diventato imperatore. Nei giorni precedenti la battaglia decisiva, la legione cambiò schieramento e giurò fedeltà a Severo. Questo evento si sarebbe rivelato decisivo per le sorti di Pescennio.
Agli inizi del III secolo, la legione venne coinvolta nella campagna di Caracalla contro le tribù germaniche e ricevette il cognomen Germanica.
Sebbene fosse stanziata in Oriente, alcune sue vessillazioni furono distaccate e inviate in Occidente: tra il 268 e il 271, vessillazioni della II Traiana erano al servizio dell'imperatore Marco Piavonio Vittorino, che regnò sul cosiddetto Impero delle Gallie, uno stato secessionista romano che si estendeva sulla porzione occidentale dell'Impero romano.
Secondo la Notitia dignitatum, agli inizi del V secolo la II Traiana Fortis si trovava sotto due comandi, quello del Dux Thebaidos, per il quale occupava Apollonopolis Magna, nell'Egitto meridionale, e quello del Comes limitis Aegypti, sotto cui servì con almeno alcune vexillationes di stanza a Parembole.